# Cherry Duyns

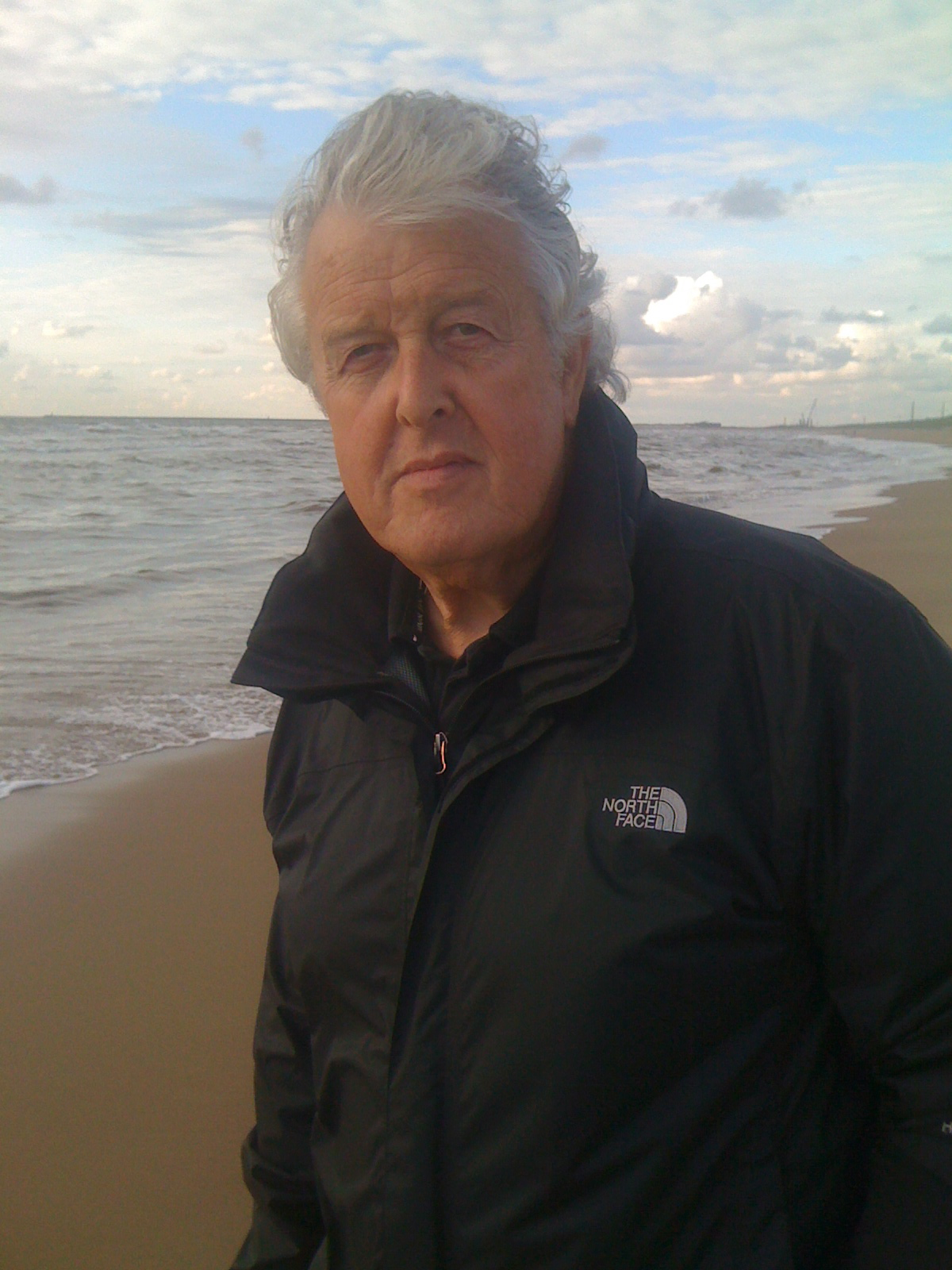
Cherry Duyns

Cherry Duyns (Wuppertal, 27 augustus 1944) werkte als redacteur bij het weekblad Haagse Post en werd documentaire-filmmaker bij de VPRO, waarbij hij veel samenwerkte met cameraman Jochgem van Dijk.
Cherry Duyns is voor alles een verhalenverteller. Daartoe bedient hij zich van uiteenlopende media: film, theater, tv. Daarnaast heeft hij een literair oeuvre op zijn naam staan, met verhalenbundels als De bovenman en Achterland, met romans als De zondagsjongen, Dante's trompet en De Chinese knoop en hij schrijft opstellen over beeldende kunst.
Van zijn films zijn er vele onderscheiden. Voor het drieluik Levensberichten, over de oncologische afdeling van het VUMC, won hij de Nipkowschijf en zijn kunstdocumentaire De wording werd bekroond met een Gouden Kalf. Voor de film De droom van de beer, over de teloorgang van het Sovjet-circus, werd hem in Berlijn in 2001 de prestigieuze Prix Europa toegekend.
Samen met trompettist André Heuvelman maakte Duyns de theatervoorstellingen Windkracht en, met sopraan Barbara Hannigan en slagwerker Peter Prommel, Kwam een vogel gevlogen. Hij stond ook zelf op het toneel: met schilder en schrijver Armando en dichter/schrijver Johnny van Doorn schreef en speelde Duyns bijna een kwart eeuw Herenleed, zowel voor de televisie als in het theater. De ondertitel van dat programma 'weemoed en verlangen' gaat op voor Duyns' gehele oeuvre.

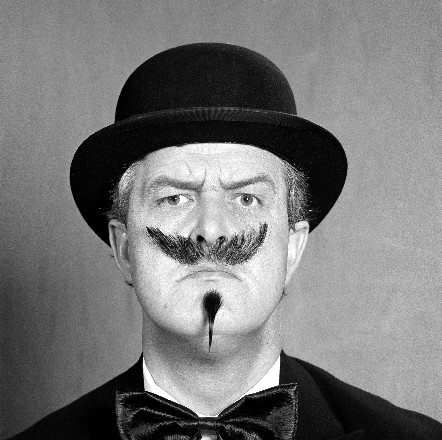
Duyns in Herenleed

Muziek vormt in dat oeuvre een belangrijke rode draad. Met Reinbert de Leeuw maakte Duyns in de jaren negentig voor de VPRO Toonmeesters, een achtdelige documentairereeks over de eigentijdse componisten Messiaen, Kagel, Vivier, Ligeti, De Vries, Goebaidoelina, Górecki en Oestvolskaya. Ook verfilmde hij Reinbert de Leeuws compositie Im wunderschönen Monat Mai, met een hoofdrol voor Barbara Sukowa. In 2013 maakte Duyns in Londen de film Misha enzovoort, over het aangrijpende afscheid van improvisatielegende Misha Mengelberg van de internationale podia. In 2019, een jaar na het overlijden van Armando, bracht hij een ode aan hem in Ik hoorde dat er geluisterd werd, begeleid door de Oekraïense accordeonist en bandoneonist Oleg Lysenko.
In 2015 voltooide hij samen met componist Guus Janssen de onvoltooide opera De koeien van Misha Mengelberg. Duyns schreef het libretto en regisseerde de voorstelling die in het kader van het Holland Festival als Koeien: Opera Misha, in première ging. 
Duyns werd in oktober 2014 voor zijn unieke culturele bijdragen benoemd tot Ridder in de Orde van de Nederlandse Leeuw. Over zijn werk verscheen in 2006 de monografie Herfstlied van John Heymans bij uitgeverij Rap te Amsterdam.
Zijn zoon Don Duyns is in zijn vaders voetsporen getreden in het theater en bij de televisie.

## Film
- Settela, gezicht van het verleden (1994)

## Verstripping
- De Bovenman, Bzzlletin, 1997, verstripping van kort verhaal van Duyns door Guido van Driel

## Over Cherry Duyns
- J. Heymans & Krijn ter Braak (fotografie), Cherry Duyns, een verteller. Amstelveen: LenoirSchuring Metz en Spelthuis, [2001].